# Ernst König (General)
Ernst König (* 12. Mai 1908 in Fulda; † 4. März 1986 in Göttingen) war ein deutscher Offizier, zuletzt Generalmajor im Zweiten Weltkrieg.

## Leben
Ernst König trat als Polizeianwärter 1927 in den Polizeidienst.
Am 1. Oktober 1935 wurde er in die Wehrmacht übernommen und kam zur 3./Infanterie-Regiment 15 bei der 9. Infanterie-Division. Hier wurde er am 10. Mai 1939 Leutnant. Ab 1. September 1939 war er Kompaniechef im Infanterie-Regiment 82 bei der 31. Infanterie-Division. Mit der Kompanie nahm er am Überfall auf Polen teil, ging dann 1940 nach Frankreich und kam letztendlich mit dem Beginn des Russlandfeldzugs an die Ostfront. Mit seiner Beförderung zum Major am 1. Februar 1942 wurde er Kommandeur des I. Bataillons des Infanterie-Regiments 82 (Hameln). Am 1. Oktober 1943 zum Oberstleutnant befördert, erhielt er zeitgleich das Kommando über das Grenadier-Regiment 12, ebenso bei der 31. Infanterie-Division. Er wurde am 1. April 1944 Oberst. Die Division wurde im Juni 1944 bei der Heeresgruppe Mitte vernichtet.
Als Oberst wurde Ernst König für mehrere Tage im Juni/Juli 1944 nachdem der Divisionskommandeur Generalleutnant Wilhelm Ochsner gefangen genommen worden war mit der Führung der 31. Infanterie-Division beauftragt. Die Division wurde im Kessel östlich von Minsk zerschlagen und anschließend aufgelöst. König übernahm anschließend die für wenige Tage in Aufstellung befindliche 550. Grenadier-Division. Vom 20. November 1944 bis 12. April 1945 war er Kommandeur der 28. Jäger-Division. In dieser Position wurde er am 30. Januar 1945 zum Generalmajor befördert. Mit der Division nahm er an der Schlacht um Ostpreußen und der Kesselschlacht von Heiligenbeil teil.
König führte vom 12. bis 18. April 1945 als Kommandeur die 12. Volksgrenadier-Division (hierbei gibt es in einigen Quellen Überschneidungen zu Eugen König, welcher aber nur die 272. Volksgrenadier-Division und nicht gleichzeitig auch die 12. Volksgrenadier-Division führte). Am 18. April 1945 kapitulierte er mit der Division bei Wuppertal.
Nach dem Krieg wohnte er in Bitburg.

## Auszeichnungen (Auswahl)
- Eisernes Kreuz (1939) II. und I. Klasse
- Deutsches Kreuz in Gold am 7. März 1942
- Ritterkreuz des Eisernen Kreuzes mit Eichenlaub[6][7]
  - Ritterkreuz am 16. September 1943
  - Eichenlaub am 21. September 1944 (598. Verleihung)